# Egosurfing
L'egosurfing (també anomenat vanity searching, egosearching, egogoogling, autogoogling, self-googling, o simplement Googling yourself) és el terme amb què s'anomena la pràctica consistent a navegar (surfing, en anglès) per Internet a la recerca d'informacions sobre un mateix, sobre el seu patronímic o sobre els seus llocs web tot cercant-los amb algun dels motors de recerca, per tal d'avaluar la mateixa presència i rellevància a la xarxa. De manera similar, un egosurfer és aquella persona que navega per Internet cercant informació d'ella o bé del seu nom, per saber en quants articles apareix alguna cosa sobre ell mateix.
Aquest terme va ser encunyat per Sean Carton l'any 1995, i va entrar a l'Oxford English Dictionary l'any 1998. El Premi Josep Pla de narrativa de l'any 2010, se l'endugué Llucia Ramis, amb la novel·la Egosurfing.